# Carrusel (programa de televisión)
Carrusel fue un programa-concurso emitido por Televisión española en la temporada de 1960. Se trató de la primera experiencia televisiva en España del periodista Joaquín Soler Serrano.

## Mecánica
Emitido desde los estudios de Miramar en Barcelona, se trataba de una amalgama de juegos y concursos. Entre ellos, el clásico de preguntas y respuestas, con la particularidad de que el concursante era encerrado en una pecera en la que debía recoger billetes con dos, tres, cuatro o cinco dedos según las respuestas que hubiese acertado.